# Galveston (Texas)
Galveston er en amerikansk by og administrativt centrum i det amerikanske county Galveston County, i staten Texas. I 2005 havde byen et indbyggertal på 57.466.

## Ekstern henvisning
- Galveston – Officiel hjemmeside (engelsk)

29°18′05″N 94°47′52″V / 29.3013889°N 94.7977778°V